# Corybas papa
Corybas papa är en orkidéart som beskrevs av Brian Peter John Molloy och Irwin. Corybas papa ingår i släktet Corybas, och familjen orkidéer. Inga underarter finns listade i Catalogue of Life.